# Hochbahn

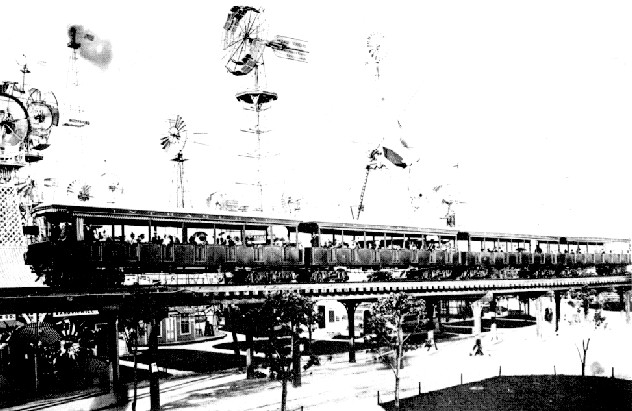
„Intramural Railway“ Chicago 1893

Wuppertaler Schwebebahn, 1901

Querschnitt eines Hochbahnviaduktes in Berlin, circa 1902

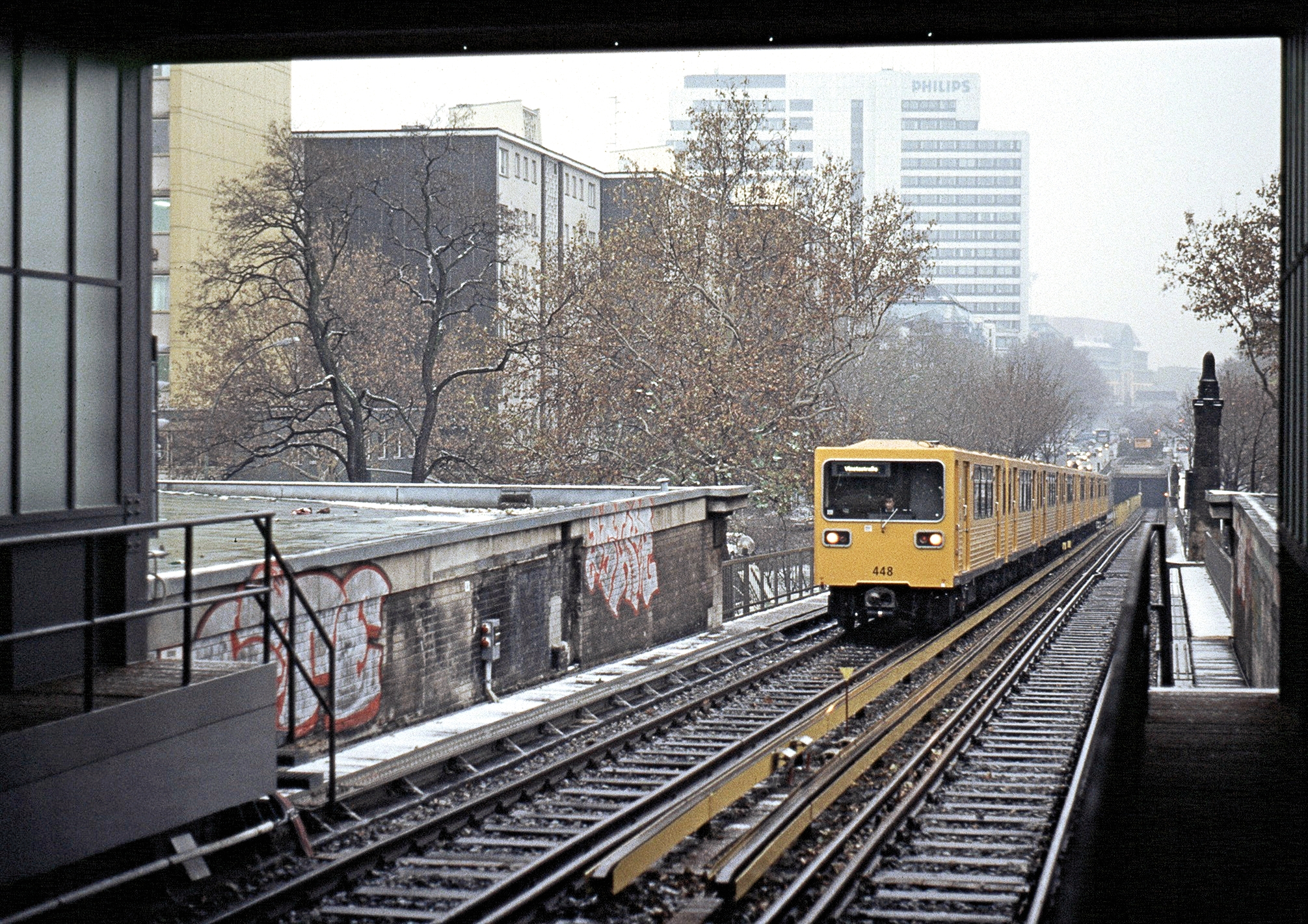
Rampe von der Hochbahn zur Unterpflasterbahn in Berlin-Schöneberg

Als Hochbahn werden Bahnen bezeichnet, deren Fahrweg im Vergleich zur Geländeoberfläche bzw. zur Straßen- oder sonstigen Hauptverkehrsebene auf einer höheren Ebene verläuft. Die Trassen befinden sich entweder aufgeständert auf Viadukten, historisch auch Säulenbahn respektive Ständerbahn genannt, oder Dämmen, historisch auch Dammbahn genannt. Bei Hochbahnabschnitten handelt es sich meist um innerstädtische Strecken oder Teile davon. Zur Abgrenzung von der Hängebahn respektive Hängehochbahn wurden konventionelle Hochbahnen anfangs außerdem Standhochbahn oder kurz Standbahn genannt.
Größter Vorteil der Hochbahn ist, dass sie auf engstem Raum nahezu beliebig viele niveaufreie Kreuzungen mit querenden Straßen zulässt, ohne dass dafür Bahnübergänge, Über- oder Unterführungen notwendig werden beziehungsweise die Bahntrasse selbst in den Untergrund verlegt werden muss. Größter Nachteil einer Hochbahn ist ihre optische Dominanz im Stadtbild, verbunden mit der Beeinträchtigung von Sichtachsen sowie der Verschattung der betroffenen Straßen, ferner ihre Geräuschentwicklung.

## Geschichte
Die erste Hochbahn wurde in New York City errichtet und mit Dampflokomotiven betrieben. Der Bau durch die 1866 gegründete West Side and Yonkers Patent Railway begann am 1. Juli 1867, genau ein Jahr später wurde sie für den Verkehr zugelassen. Eine weitere dampfbetriebene Hochbahn folgte 1888 in Chicago. In Chicago wurde außerdem für die World’s Columbian Exposition 1893 erstmals eine elektrisch betriebene Hochbahn aufgebaut. Die Triebwagen dieser als „Intramural Railway“ bezeichneten Hochbahn bildeten gewissermaßen den Prototyp für die Umstellung auf den elektrischen Betrieb, der erst 1898 erfolgte. Heute verläuft die inzwischen weiter ausgebaute Bahn noch größtenteils aufgeständert, es hat sich dafür die Bezeichnung Chicago Elevated oder kurz El, also „Hochbahn“ eingebürgert. Die Hochbahn der New Yorker Gesellschaft Interborough Rapid Transit in Manhattan wurde ab den 1930er Jahren Schritt für Schritt durch die U-Bahn ersetzt, da Landbesitzer die Hochbahn als negativen Faktor für die Entwicklung der Stadtviertel betrachteten, durch die diese führte. Seit Mitte der 1950er Jahre sind zumindest in Manhattan fast keine aufgeständerten Streckenabschnitte mehr in Betrieb.
Mit der Schwebebahn in Elberfeld und Barmen (heute beides Wuppertaler Stadtteile) wurde 1901 die erste Hochbahn Deutschlands eröffnet, sie stellt als Hängebahn eine Sonderform dar. 1902 folgte die Hochbahn mit Normalspurgleis in Berlin (→ U-Bahn-Linie U1), 1912 die Hochbahn in Hamburg. Der aufwändige Bau als Hochbahn begründete sich durch den Mangel an Platz für eine ebenerdige Bahn und die Kostenersparnis gegenüber einer Untergrundbahn. In Berlin führten erwartete Schwierigkeiten bezüglich der Bodenbeschaffenheit zum Bau der ersten Hochbahnstrecke, die, bis auf die Endhaltestelle Potsdamer Platz, durchgehend als Viadukt gebaut wurde. Erst kurz vor der Stadtgrenze von Schöneberg zum benachbarten Charlottenburg wurde die Bahn als Unterpflasterbahn weitergeführt. Auch die ab 1907 abschnittsweise in Betrieb genommene Verlängerung durch die Stadtmitte wurde unterirdisch angelegt, der Endabschnitt in Prenzlauer Berg hingegen 1913 wieder als Viaduktbahn.
In Hamburg wurde bis 1947 die Bezeichnung Hochbahn für das komplette System verwendet, das Verkehrsunternehmen, das die Hamburger U-Bahn betreibt, heißt entsprechend noch heute Hamburger Hochbahn AG. Rund zwei Drittel der Hamburger U-Bahn verlaufen oberirdisch kreuzungsfrei als Hochbahn oder im Einschnitt. Nur ein kleiner Teil davon fährt auf Viadukten.
1984 erhielt Dortmund mit der H-Bahn seine eigene Hochbahn, ferner sind Abschnitte der 1976 eröffneten Schnellstraßenbahnstrecke zwischen Kirchderne und Grevel in Hochbahnbauweise ausgeführt. Durch zwei weitere Bauabschnitte im Jahre 1993 und 2003 erlangte die Dortmunder H-Bahn ihren heutigen Ausbaustand und verbindet die Universität mit dem angrenzenden Technologiepark und dem Ortsteil Eichlinghofen.
Hochbahnstrecken mit mehreren Bahnhöfen aus der Frühzeit des U-Bahn-Baus gibt es außerdem in Wien und Paris. Die Hochbahn von Liverpool (Liverpool Overhead Railway) wurde dagegen stillgelegt und abgebaut und gilt seitdem als einzige jemals komplett stillgelegte U-Bahn der Welt.
Auch einige U-Bahn-Strecken der 1960er und 1970er Jahre wurden abschnittsweise als Hochbahn angelegt, so etwa in Amsterdam und Rotterdam. Sie besitzen wegen des hohen Grundwasserspiegels nur kurze Tunnelabschnitte und werden ansonsten ebenerdig oder in Hochlage geführt. Die ersten Strecken der Docklands Light Railway (DLR) in London sind ebenfalls als Hochbahn anzusehen und auch in den Vereinigten Staaten entstanden Metronetze als Hochbahn, etwa in Detroit und Miami.
Im deutschsprachigen Raum wurden in den vergangenen vier Jahrzehnten in Hamburg (Hammerbrook), Köln (Nördliche Gürtelstrecke), Frankfurt (Westbahnhof, Römerstadt–Ginnheim, Flughafen-Hochbahn), Nürnberg (U1 zwischen den U-Bahnhöfen Eberhardshof und Stadtgrenze) und Wien (U1 nach Leopoldau, U2 nach Aspern, U6 nach Siebenhirten) Hochbahnstreckenabschnitte für die jeweiligen U-Bahn-, S-Bahn- oder Stadtbahnnetze gebaut, dazu einige Hängebahnen.
Im Duisburger Süden verläuft ein Streckenabschnitt der Linie U79 als Hochbahn. Darüber hinaus hatte sich der damalige Oberbürgermeister Adolf Sauerland dafür ausgesprochen, eine Hochbahn von der Universität über die Innenstadt zum Innenhafen zu bauen, um die Stadt besser zu vernetzen. Sein SPD-Konkurrent bevorzugte eine Variante über den Rhein.
Die Gründe zur Errichtung einer Hochbahn können sehr unterschiedlicher Natur sein. In der Regel führen geologische Besonderheiten, die das Bohren eines Tunnels sehr schwierig und kostenintensiv machen würden, zum Hochbau, beispielsweise ein hoher Grundwasserspiegel (etwa in Miami) oder komplizierte Bodenschichten. Für eine Hochbahn sprechen im Vergleich zum Tunnelbau in der Regel auch die kürzere Bauzeit und allgemein niedrigere Baukosten (z. B. New York City).
In Basel gibt es einen hochbahnähnlichen Straßenbahn-Abschnitt vom Bahnhof Basel SBB zur Münchensteinerstrasse. Dieser Abschnitt enthält die Haltestelle Peter Merian. Er wird von der Baselland Transport AG bedient.

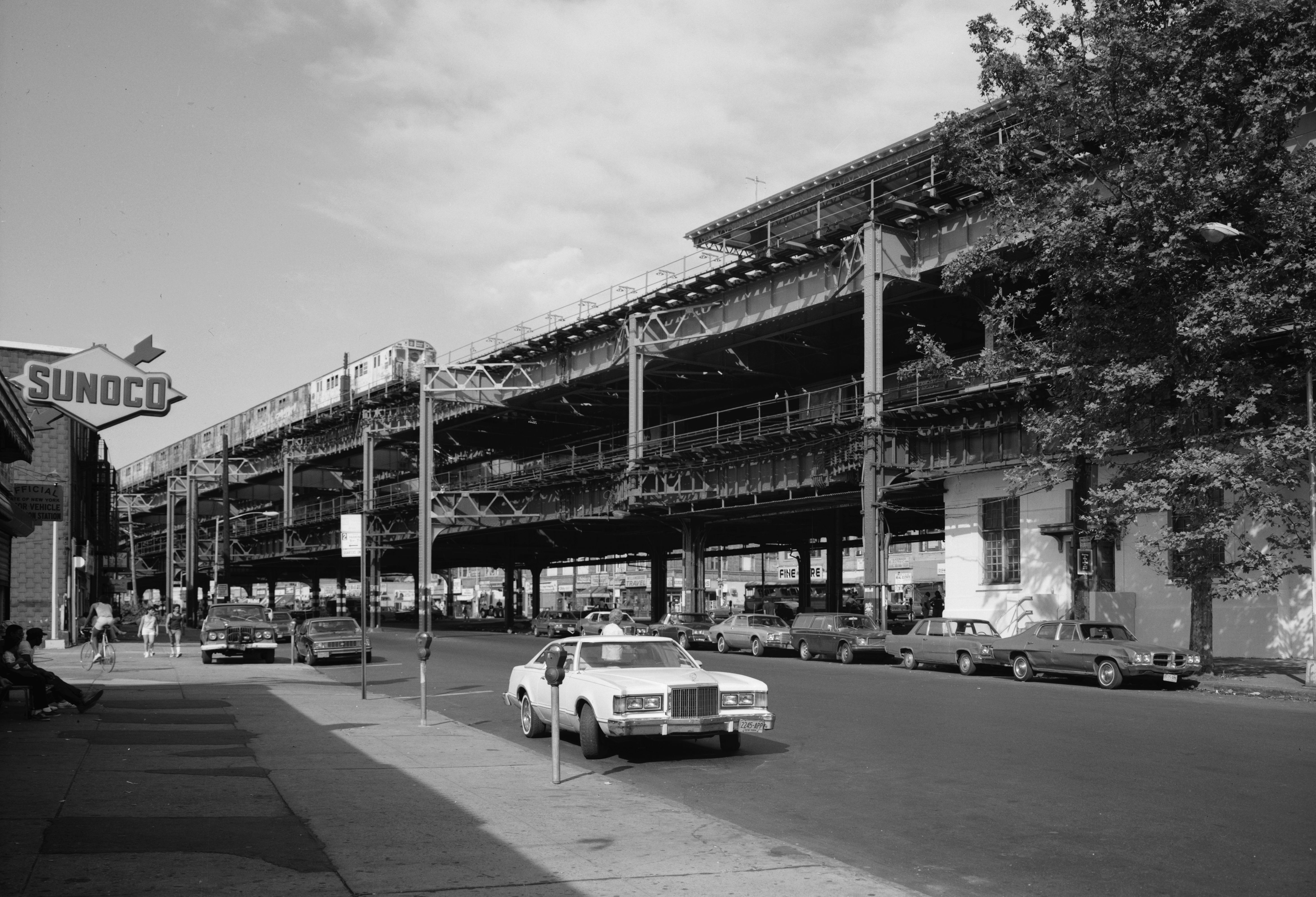
Hochbahn in New York City, 1984
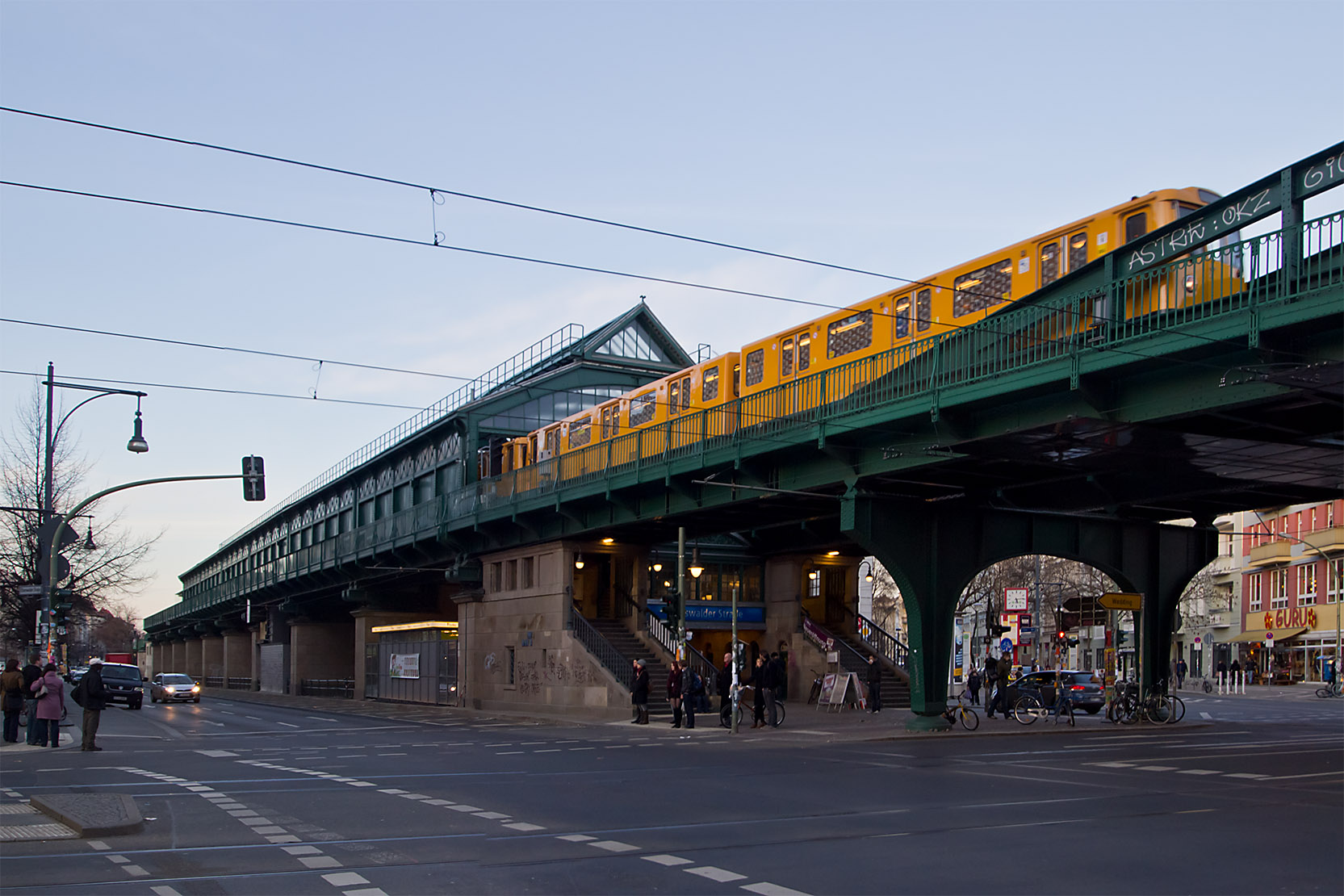
U-Bahn-Viadukt U2 Eberswalder Straße, Berlin
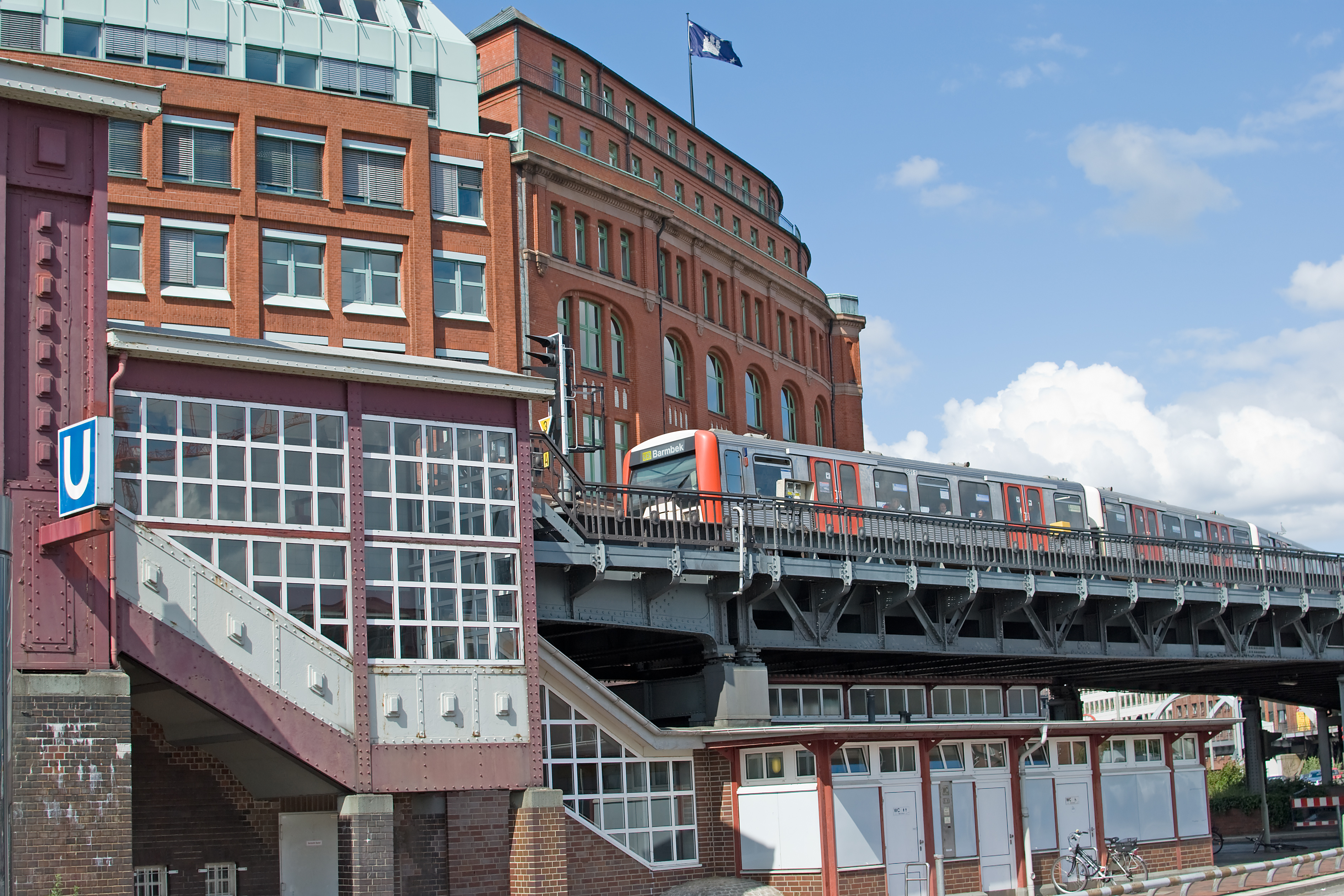
Hochbahnstrecke der Hamburger U-Bahn
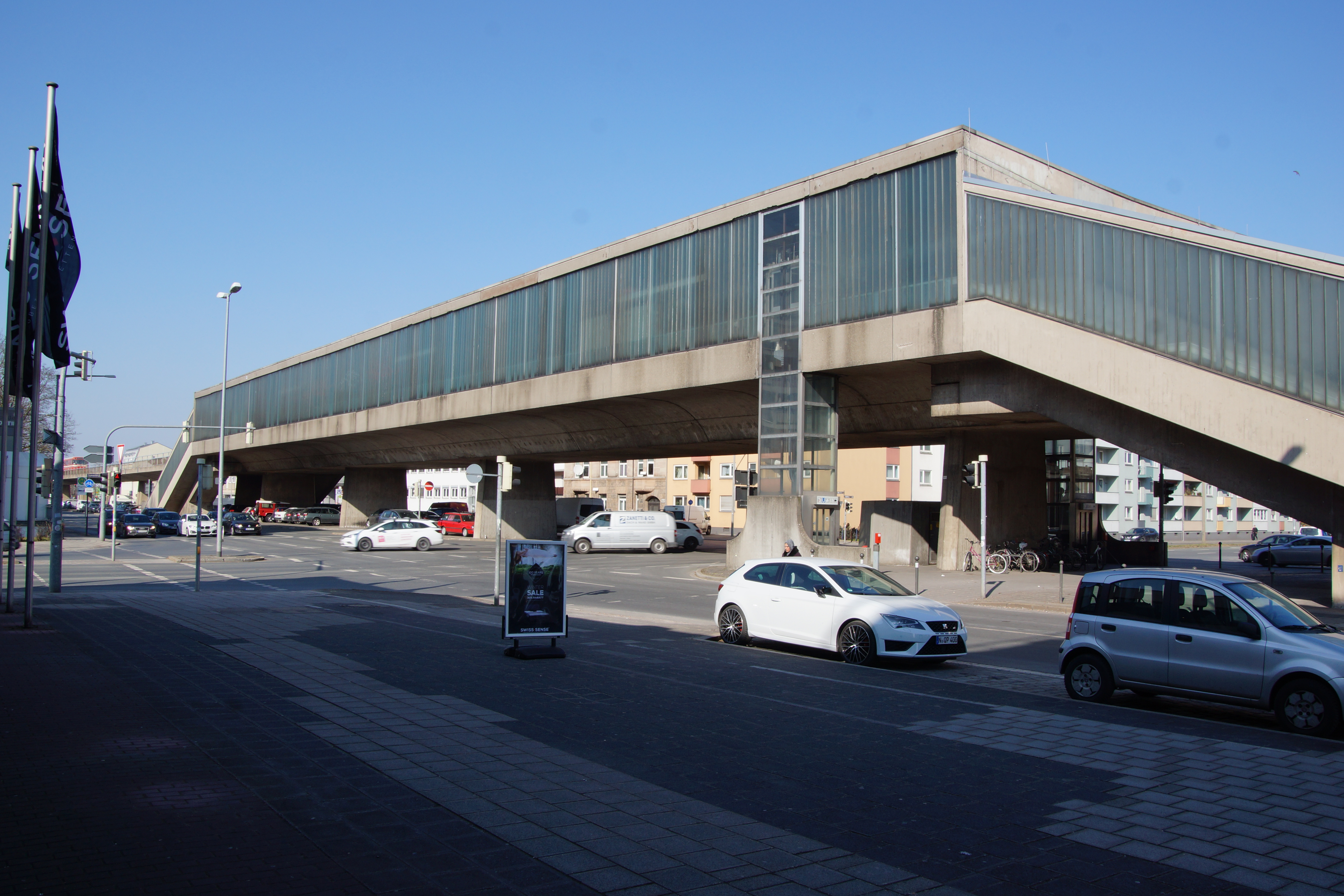
Hochbahnhof Muggenhof (U1), Nürnberg
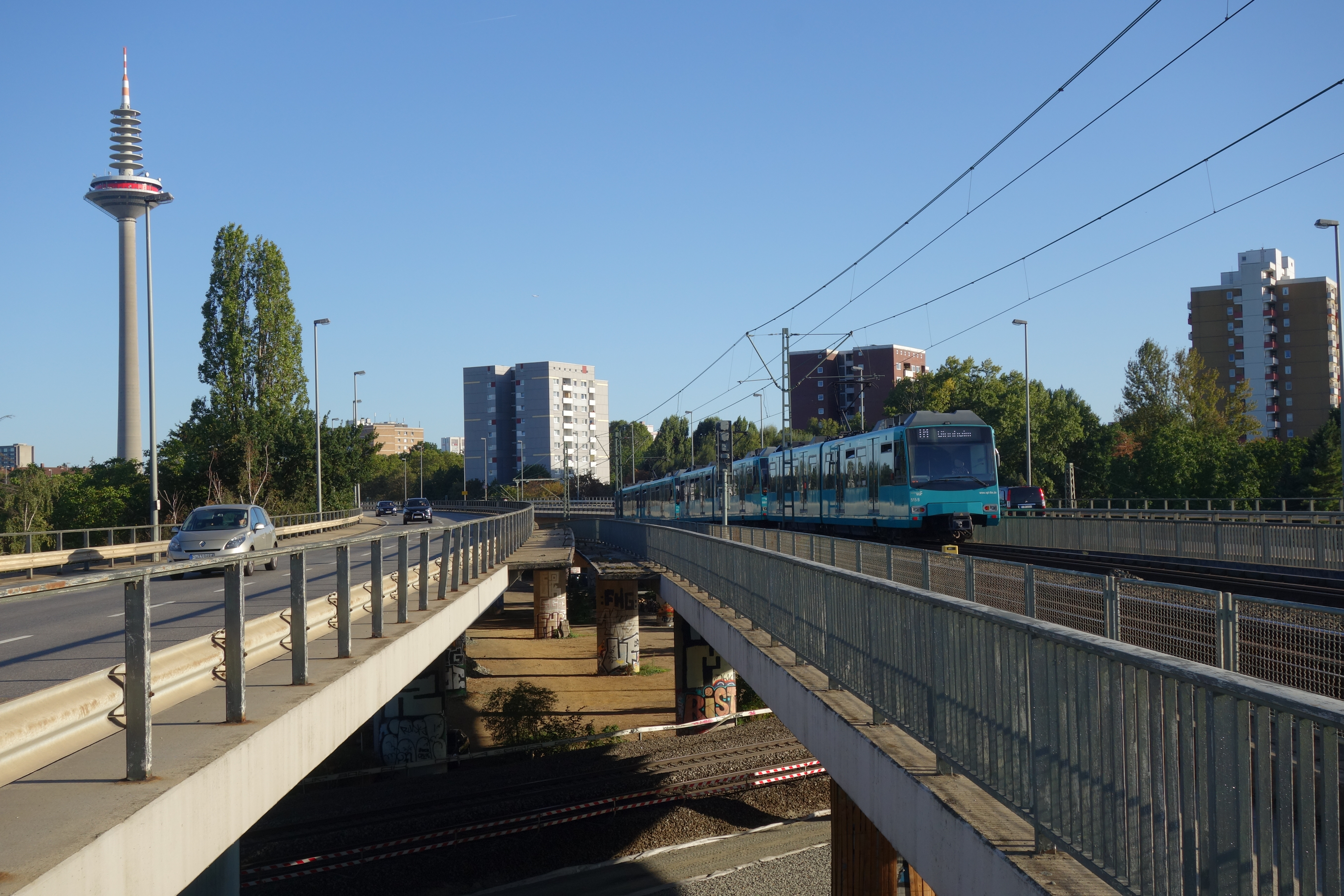
Rosa-Luxemburg-Straße in Frankfurt: Autos und Stadtbahn auf gemeinsamem Bauwerk
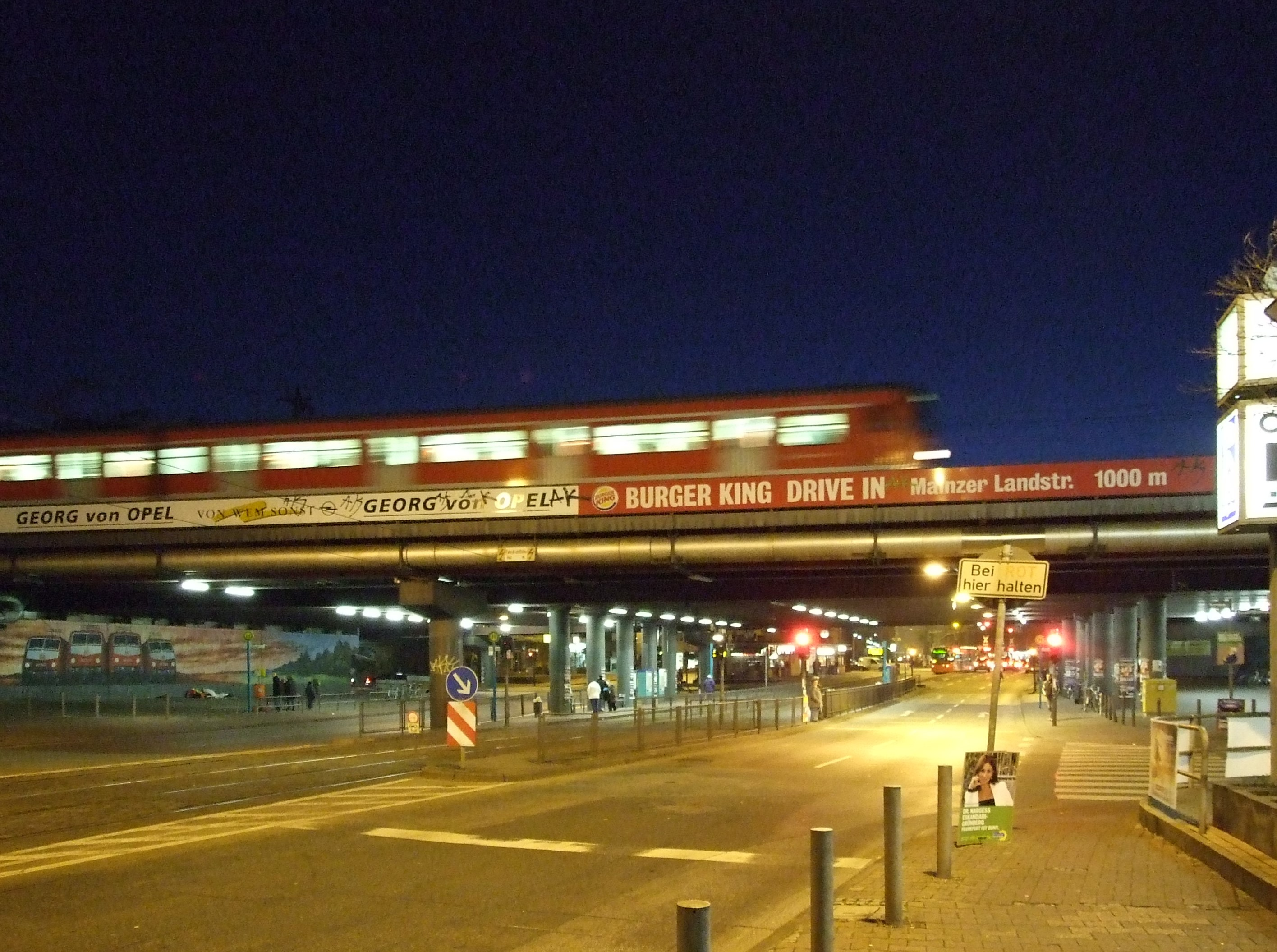
Hochbahnabschnitt der S-Bahn Rhein-Main westlich des Frankfurter Hauptbahnhofs.
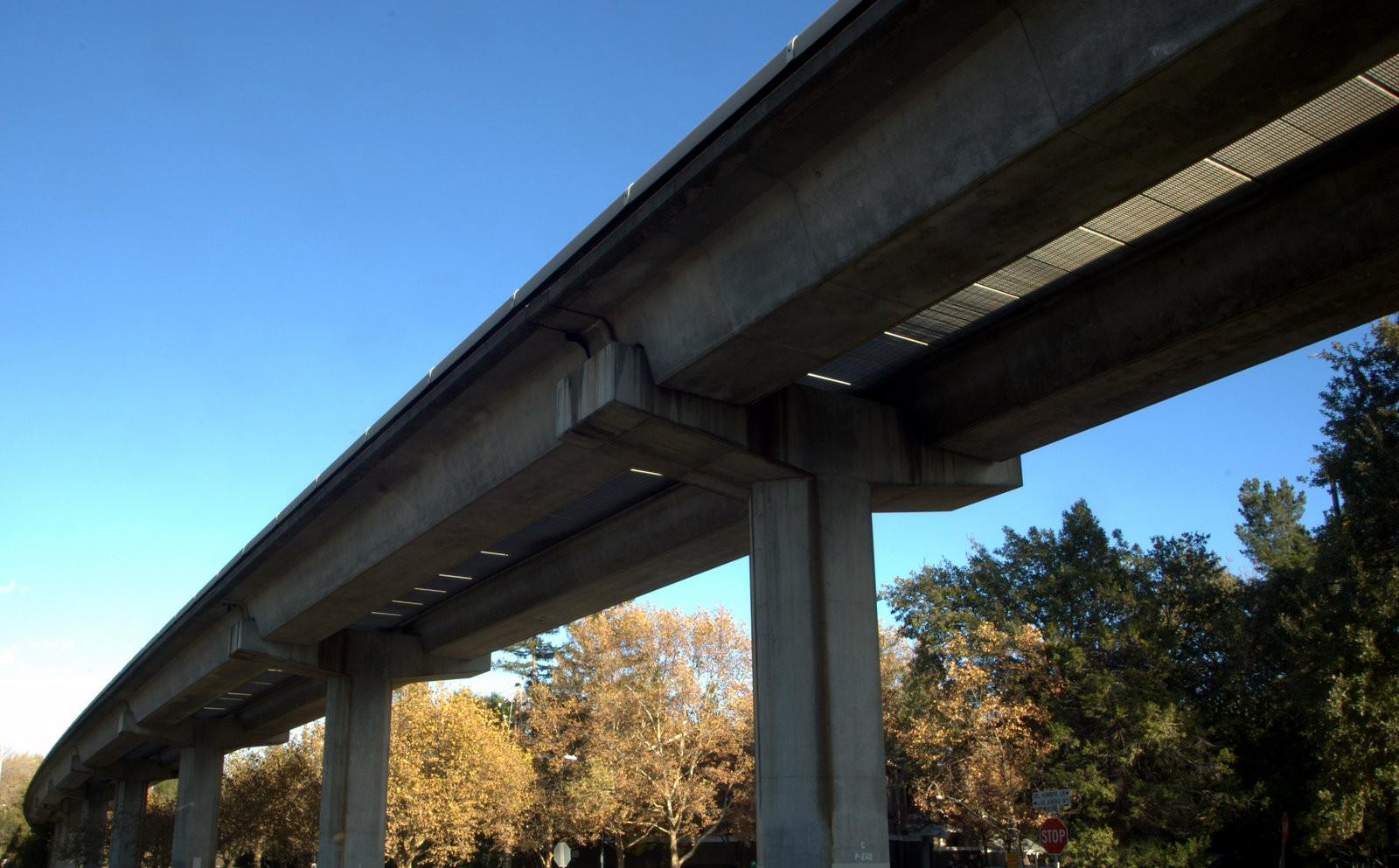
Bay-Area-Rapid-Transit-Strecke im Großraum San Francisco

## Umgestaltung ehemaliger Hochbahnstrecken

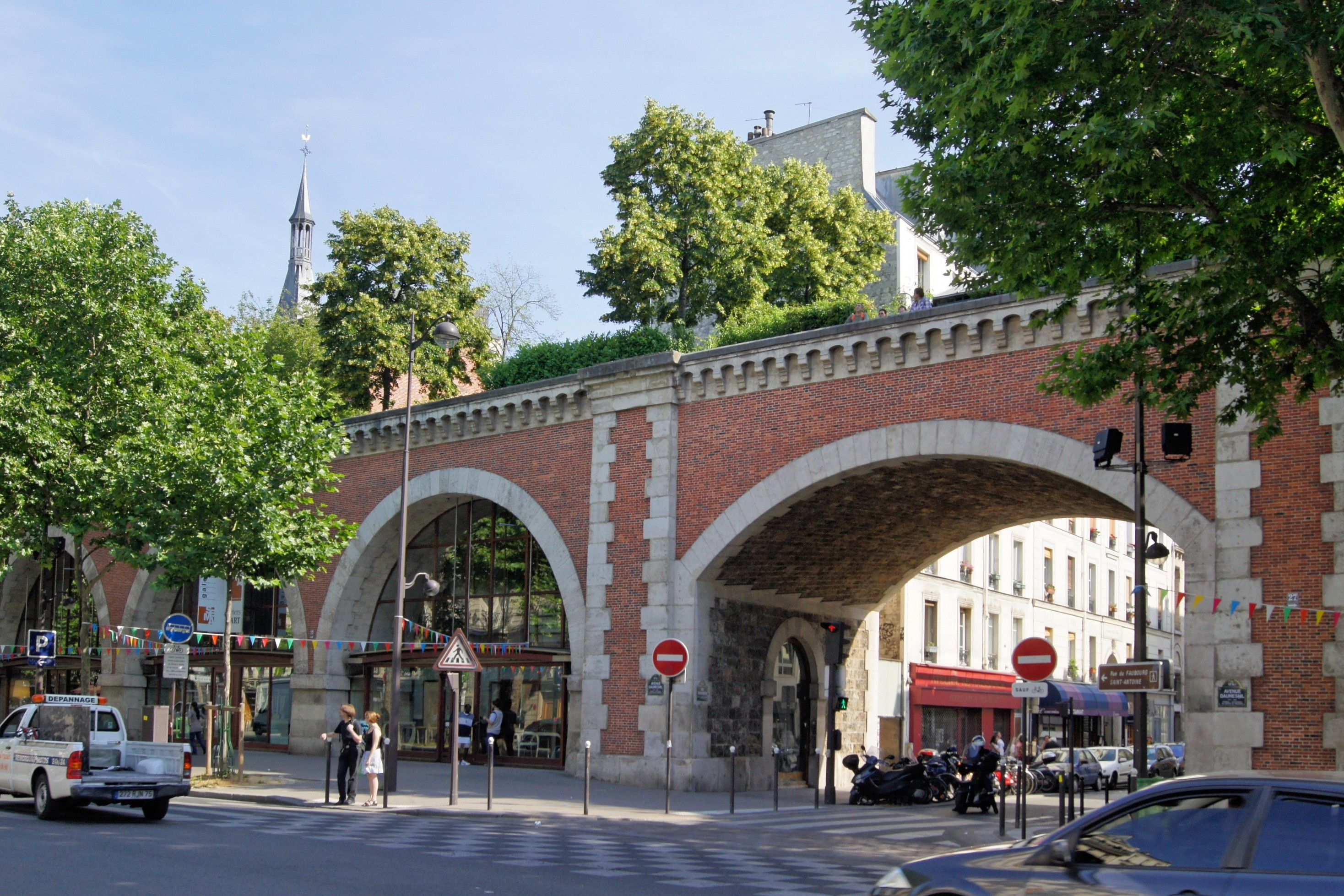
Viaduc des Arts und Brücke über die Rue Traversière der Coulée verte René-Dumont in Paris

Viele Hochbahnstrecken aus den Anfängen des U-Bahn-Baus stehen heute unter Denkmalschutz und gelten im Allgemeinen, insbesondere im Vergleich zu neueren Strecken aus Betonelementen, als „schön“ oder attraktiv. In einigen Städten werden seit einigen Jahren die Viaduktbögen unter den Gleisen saniert und vermietet, Beispiele hierfür sind die Berliner Stadtbahnbögen und die Wiener Stadtbahnbögen. Man findet dort viele Szenelokale und kleine Fachgeschäfte. Durch diese Revitalisierung können neue Treffpunkte in vorher eher unansehnlichen und unattraktiven Gebieten entstehen.
Im Pariser 12. Arrondissement wurde die ehemalige Bahnstrecke vom Gare de la Bastille nach Vincennes ab 1993 zur Promenade plantée (jetzt: Coulée verte René-Dumont), einem begrünten Streckenzug mit Spazierwegen umgestaltet. Auch die High Line in Manhattan wurde etliche Jahre nach der Stilllegung in einen Park umgewandelt.